# ثلاثة قروش
ثلاثة قروش (بالتركية: Üç Kuruş)‏ مسلسل تلفزيوني أكشن ودراما تركي من إنتاج شركة القمر للإنتاج، وإخراج سنان أوزترك، وسيناريو داملا سريم ومراد أويوركولاك، تم عرضه في 1 نوفمبر 2021 إلى 30 مايو 2022. 

## القصة
تبدأ أحداث مسلسل ثلاثة قروش بحدوث جريمة قتل غامضة حيث يقوم عرفان بارتكاب جريمة قتل وبعد الانتهاء من جريمته يقوم عرفان بإلقاء 3 قروش على ضحيته ويتركها ويذهب ويستمر عرفان بارتكاب أكثر من جريمة قتل بهذه الطريقة ولكن الشرطة تقوم بالقبض على رجل آخر اسمة كارتال وهو يدير كازينو ليلى وله سمعة سيئة بين الناس ويتناول المسلسل الحياة التي يعيشها كارتال وعائلته والحي الذي يقيم فية وتشهد الأحداث صراع كبير بين عرفان وكارتال الذي يحاول إثبات براءته ومعرفة الجاني الحقيقي في إطار درامي شيق ومثير .

## طاقم العمل

### الشخصيات الرئيسية
| الشخصية       | الممثل               |
| ------------- | -------------------- |
| كارتال        | أوراز كايجيلار أوغلو |
| ايفه          | أكين كوش             |
| عرفان         | ديران بولات أوغلاري  |
| بهار          | نسرين جواد زاده      |
| ليلى          | أصليهان مالبورا      |
| نيرمين        | نورسيل كوس           |
| المفوض بولانت | بوراك ألتاي          |
| شيتين         | بورا اكاش            |

### الشخصيات الثانوية
| الشخصية | الممثل           |
| ------- | ---------------- |
| أوكتاي  | جيفان جانوفا     |
| روشان   | مصطفى كيرانتبه   |
| شيسو    | أوغور يلديران    |
| باتو    | أيتاش أوشون      |
| مسعود   | جينك كانجوز      |
| شاهين   | أوموتجان أوتيباي |
| كان     | رضاجان دورموش    |
| خالدة   | داملا ماكار      |
| نسرين   | ميليسا يلديريمار |
| سميحة   | ثريا كلمجي       |
| كونيالي | عليشان أوغور     |
| ساهر    | مطلب مجدجي       |
| بيلي    | أثينا جريشكان    |
| هازال   | توتشه يولجو      |
| مرصاد   | أركان أوتشونجو   |
| نيشه    | آيلين أنجور      |
| كامل    | فولكان كيران     |
| أحمد    | أوزكان أوزيبك    |
| سيجو    | عمر شوبان أوغلو  |
| حسين    | عمر شيفان شيت    |

### ضيوف
- خالد (إيرجان كيسال)

## مواعيد العرض
| الموسم | الموسم | الحلقات | الحلقات | البث الأصلي   | البث الأصلي  | البث الأصلي |
| الموسم | الموسم | الحلقات | الحلقات | البث الأول    | البث الأخير  | الشبكة      |
| ------ | ------ | ------- | ------- | ------------- | ------------ | ----------- |
|        | 1      | 28      | 28      | 1 نوفمبر 2021 | 30 مايو 2022 | شو تي في    |

## وصلات خارجية
- على الموقع الرسمي Show TV
- ثلاثة قروش على موقع IMDb (الإنجليزية)
- ثلاثة قروش على موقع كينوبويسك (الروسية)
- ثلاثة قروش على موقع قاعدة بيانات الفيلم (الإنجليزية)

- ثلاثة قروش من الحساب الرسمي لقناة شو تي في على تويتر.